# Wolfgang Rott
Wolfgang Rott, född den 28 november 1946 i Mettmann, Tyskland, är en västtysk landhockeyspelare.
Han tog OS-guld i herrarnas landhockeyturnering i samband med de olympiska sommarspelen 1972 i München.